# Nike+iPod
Nike+iPod은 아이팟에 탑재된 기능 중 하나로, 스포츠 조정 장치이자 프로그램이다.

## 같이 보기
- 핏비트
- 애플 워치
- 피트니스 트랙커
- 스마트워치